# Los Molinos de la Vila

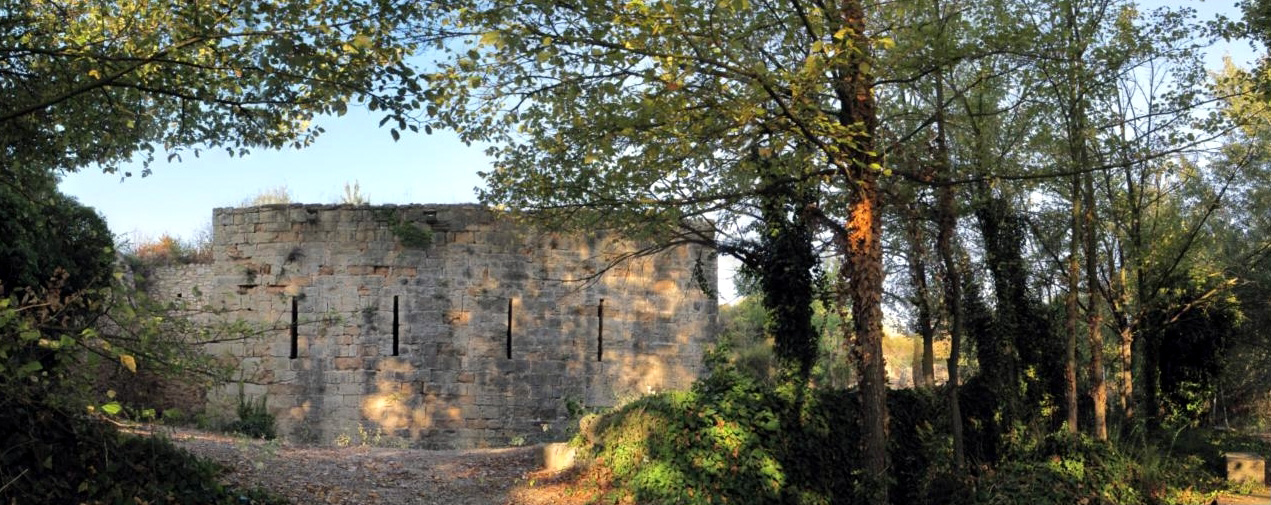
El Molí de la Volta.

Los Molinos de la Vila (en catalán Els Molins de la Vila) están situados a un kilómetro al este del pueblo de Montblanch (Provincia de Tarragona, España), entre los ríos Francolí y Anguera, de hecho, en la orilla del Anguera.
Los Molinos de la Vila es el nombre genérico para denominar el conjunto formado por dos antiguos molinos harineros: El Molí de la Volta y El Molí Xic, construidos por el Común del pueblo de Montblanch entre finales del siglo XIII y principios del siglo XIV.
En 1650 se vendieron a la comunidad de presbíteros de Montblanch. Diferentes inundaciones provocaron su derrumbamiento y abandono en 1848, si bien El Molí Xic ya había sido abandonado antes. En 1985 fueron adquiridos por el Museo-Archivo de Montblanch, que los fue restaurando hasta 1992 con la colaboración de diversas administraciones públicas. Actualmente son visitables como una sección del Museo de Montblanch.
El Molí de la Volta está formado por una sala rectangular, de una superficie de 88,80 m² dentro de la cual se encontraban los cuatro molinos. Está cubierta por una bóveda, un poco apuntada, y recibe la luz a través de cuatro aspilleras alargadas. Todo el edificio es de piedra bien cortada y sus muros tienen unos 2,70 metros de grosor. Al lado y más alta que el molino, está la antigua alberca de una superficie de 1.150 m², con cuatro cacaos o pozos circulares cubiertos con arcos apuntados, separados por muros con espigones triangulares para repartir las aguas hacia cada cacao o cada molino. Anexo a El Molí de la Volta y comunicado por una puerta adovelada, más pequeña que la que da acceso a la sala principal, había un almacén, ahora sin cubierta, de construcción posterior.
A unos 50 metros al norte está el llamado Molí Xic, de dos muelas o molinos, más bajo que El Molí de la Volta y más cercano al lecho del río Anguera. No tiene cubierta o bóveda y se encuentra muy estropeado por sucesivas riadas. Su nave también es rectangular.
Lo más remarcable es la estructura arquitectónica y el funcionamiento de estos molinos, que aprovechan la presión del agua obtenida al precipitarse desde la alberca por los cacaos para hacer funcionar las ruedas del molino, con el uso de un mecanismo físico que permite obtener energía a partir de la presión del agua y no en función de su cantidad.
Los Molinos de la Vila son un elemento de gran interés histórico, tecnológico, arquitectónico y de patrimonio industrial representativo del período que va desde la Edad Media hasta la revolución industrial.
Su ubicación en un entorno natural cerca de Montblanch y su adscripción como sección del Museo de Montblanch facilitan la visita pública, que permite conocer la tecnología, la sociedad y la cultura de su tiempo.